# 傑佛遜敦 (肯塔基州)
傑佛遜敦（英語：Jeffersontown）是一個位於美國肯塔基州傑佛遜縣的城市。

## 地方資料
根據2020年美國人口普查的數據，傑佛遜敦的面積為27.48平方千米，當中陸地面積為27.39平方千米，而水域面積為0.09平方千米。當地共有人口28474人，而人口密度為每平方千米1,036.17人。